# Chynów
Chynów è un comune rurale polacco del distretto di Grójec, nel voivodato della Masovia.
Ricopre una superficie di 137,07 km² e nel 2004 contava 9 393 abitanti.